# Chamaeleo chamaeleon
Il camaleonte mediterraneo (Chamaeleo chamaeleon Linneus, 1758) è  un sauro della famiglia Chamaeleonidae.

## Descrizione
Il camaleonte comune è inconfondibile nella stragrande maggioranza del suo areale. Il colore della sua pelle è determinato dall'ambiente e dalla temperatura circostanti ed è capace di improvvisi mutamenti. Generalmente è verde, più chiaro la notte. Trascorre gran parte del suo tempo arrampicandosi sui cespugli, aggrappandosi ai rami con la coda e con le zampe modificate (le dita di ciascuna zampa sono formate da due artigli prensili). Misura da 9 a 17 cm, più 12-14 di coda. Il maschio è poco più grosso della femmina. Quest'ultima depone nella tarda estate 30-40 uova, che si schiuderanno la successiva primavera. Vive fino a 20 anni, il record in cattività è 22 anni, ma in genere vive 12-13 anni.

## Biologia

### Alimentazione
Prevalentemente insettivoro, caccia farfalle, zanzare, libellule e cavallette. Talvolta si nutre anche di ragni, scorpioni e di altri aracnidi. I maschi più grandi cacciano però anche piccoli vertebrati, quali sauri, topi e giovani uccelli. La preda è puntata da lontano, catturata con la lingua viscosa e ingoiata intera.

## Distribuzione e habitat
Il camaleonte mediterraneo è presente in Europa meridionale (Spagna, Portogallo, Italia e Grecia), in Nord Africa (aree costiere del Sahara occidentale, Marocco, Algeria, Tunisia, Libia ed Egitto) e Asia sud-occidentale (Turchia meridionale, Siria, Libano, Israele, Giordania, Arabia saudita e Yemen).
Presente a Malta, in alcune isole greche (Creta, Samos e Chios), e nella parte meridionale della penisola iberica. In Italia alcune sporadiche segnalazioni sono pervenute in passato dalla Sicilia ma si tratta di introduzioni accidentali di esemplari nordafricani: una recente revisione colloca C. chamaleon tra le specie la cui presenza in Sicilia non è confermata. Più recentemente popolazioni acclimatate sono state segnalate in Puglia e Calabria; entrambe le popolazioni sono il frutto di relativamente recenti reintroduzioni (rispettivamente dalla Tunisia e da Israele).

## Sistematica
Sono state descritte 4 sottospecie:
- Chamaeleo chamaeleon chamaeleon
- Chamaeleo chamaeleon musae
- Chamaeleo chamaeleon orientalis
- Chamaeleo chamaeleon rectricrista

Sono presenti variazioni di colore e dimensione tra le popolazioni. Ad esempio, gli individui di Israele sono i più piccoli, mentre i più grandi vivono in Tunisia e Algeria.

## Allevamento
Il camaleonte comune è un animale molto diffuso in terrari e simili. In pratica, si possono allevare solo esemplari provenienti da allevamenti.

Dopo l'acquisto, bisogna registrare il nuovo nato su un apposito registro consegnato con l'animale.. Ogni tanto, degli ispettori passeranno a controllare che il numero di animali dichiarati sul registro equivalga a quello degli animali realmente posseduti.